# Battaglia del fiume Bagradas (49 a.C.)
La battaglia del fiume Bagradas si svolse il 24 agosto 49 a.C. fra il generale di Giulio Cesare Gaio Scribonio Curione ed i Pompeiani Repubblicani sotto Publio Attio Varo e Giuba I. L'esito fu una cocente sconfitta dei Cesariani e la morte di Curione.

## Contesto storico
Impegnato nella guerra civile contro il generale romano Gneo Pompeo Magno, appoggiato da numerosi senatori repubblicani, nel 49 a.C., Cesare inviò una forza in Africa proconsolare comandata da Gaio Scribonio Curione, per affrontare le forze Pompeiane. Il nuovo governatore d'Africa, Curione, utilizzò meno legioni di quante fossero a sua disposizione, lasciandone due in Sicilia. Dopo aver affrontato in una serie di scaramucce in Numidia, sconfisse Varo nella battaglia di Utica, dove si rifugiò. Nella confusione della battaglia, Curione fu invitato a prendere la città prima che Varo potesse ricomporsi, ma si trattenne, poiché non aveva i mezzi a portata di mano per intraprendere l'assalto della città. Comunque il giorno seguente, iniziò la controvallazione di Utica, con l'intento di affamarne gli abitanti per costringerli alla sottomissione. Varo fu avvicinato dai più importanti uomini della città, che lo pregò di arrendersi e di risparmiare la città dagli orrori di un assedio. Varo, comunque, aveva appena saputo che il re Giuba si stava avvicinando con una grande forza, e li rassicurò dicendo che con l'aiuto di Giuba avrebbero presto sconfitto Curione. Quest'ultimo, quando seppe che Giuba era lontano meno di 23 miglia da Utica, abbandonò l'assedio, facendosi strada verso la sua base a Castra Cornelia.

## Antefatto
Trincerandosi velocemente nei Castra Cornelia, inviò un messaggio urgente in Sicilia, chiedendo che gli ufficiali gli inviassero immediatamente le due legioni e la cavalleria che vi aveva lasciato. Il suo piano iniziale fu di difendere la sua posizione finché non fossero arrivati i rinforzi, mentre aveva l'accesso sul mare, permettendo un rifornimento e comunicazione facili con la Sicilia, e nel luogo c'erano abbastanza acqua, cibo e legname sufficienti per i suoi bisogni.
Cambiò rapidamente i suoi piani, comunque, quando alcuni falsi disertori da Utica giunsero con l'annuncio dell'avvicinamento delle forze della Numidia. Affermarono inoltre che Giuba non era nelle vicinanze, ma a 120 miglia di distanza vicino a Leptis Magna, avendo a che fare con una rivolta. Informarono Curione che l'esercito che si stava avvicinando era solo poche truppe sotto Saburra,  comandante di Giuba. Sollevato dalla notizia, e dopo il tramonto inviò la propria cavalleria con l'ordine di localizzare l'accampamento di Saburra e di attendere il resto dell'esercito. Lasciando un quarto delle sue forze a difendere il campo, sotto il comando di Marcio Rufo, Curione iniziò la sua marcia verso il fiume Bagradas circa due ore prima dell'alba.
Saburra aveva il suo campo a circa 10 miglia di distanza da Bagradas, ma parte dei suoi aveva già attraversato il fiume. La cavalleria di Curio incappò su di loro mentre quest'avanguardia stava dormendo, e, approfittando della confusione, la attaccò. I Numidi non erano in grado di opporre alcuna resistenza, la maggior parte di loro fu uccisa o catturata, mentre il resto fuggì. Dopo questo successo, la cavalleria non aspettò vicino al fiume, ma tornò indietro per trovare Curione, incontrandolo 6 miglia a sud di Castra Cornelia. Curione interrogò i prigionieri, che gli dissero che Saburra era al comando delle forze presso il fiume Bagradas. Proponendo di attaccare Saburra mentre i suoi uomini erano allo sbando, Curione ordinò una marcia forzata verso il fiume, senza preoccuparsi di lasciare indietro la maggior parte della cavalleria a causa della stanchezza dei cavalli e procedette con le sue magre legioni e 200 cavalieri.
Nello stesso tempo, Giuba, che aveva posto il campo più a sud e dall'altra sponda del Bagradas e distante circa 6 miglia dal retro di Saburra, fu informato riguardo alla scaramuccia nei pressi del fiume. Inviò immediatamente la sua guardia del corpo di mercenari Gallici ed Ispanici, compresi circa 2000 cavalieri, insieme ad un corpo di fanteria scelto per rinforzare Saburra. Giuba poi con il resto delle forze guadò il fiume e procedette verso Nord. Saburra, certo che Curione avrebbe attaccato rapidamente, ordinò ai suoi uomini di ritirarsi non appena i Romani fossero stati in vista, avvisandoli però di stare pronti ad invertire la rotta ed attaccare ad un suo segnale.

## Battaglia
Allontanandosi dal fiume, Curione vide infine l'esercito di Saburra. Quando Curione vide la ritirata dei nemici, scese dalle pendici che delimitavano una pianura sabbiosa e senz'acqua, per affrontare i Numidi. A causa del sole cocente che batteva sopra loro, i suoi soldati erano molto stanchi ed assetati. Saburra diede il segnale ed i soldati cambiarono rotta ed attaccarono i Romani. Teneva la fanteria in riserva, basando l'attacco solo sulla cavalleria. La pianura aperta e pianeggiante era perfetta per i cavalieri Numidi, che continuavano a molestare i legionari romani. Comunque, i Romani combatterono bene date le circostanze, costringendo Saburra a concedere terreno con il loro movimento inesorabile in avanti.
Comunque, la fatica delle truppe di Curione mandava la situazione a loro svantaggio, ed erano troppo stanchi per perseguire i Numidi che stavano indietreggiando nuovamente, ed i cavalieri di Curione erano troppo pochi e troppo deboli per approfittare dell'interruzione dell'attacco. Presto la cavalleria Numida tornò nuovamente ed avvolsero ancora lo schieramento romano, insistendo per attaccare il retro romano. Ogni volta che una coorte caricava il nemico, i Numidi sfuggivano via, circondavano i legionari girando loro intorno, ed impedendo loro di ricongiungersi con il resto dei soldati li uccidevano sul posto. Era anche cosa peggiore per i Romani che Giuba continuasse a rinforzare Saburra con nuove riserve fresche, mentre i Romani continuavano ad indebolirsi. Con l'indebolimento della volontà romana, Curione cercò di incoraggiarli, chiedendo loro di tenere duro. Ma presto capì che le sue forze stavano iniziando a rompersi, quindi ordinò ai propri uomini di ritirarsi verso nord verso alcune basse colline che delimitavano la pianura. Saburra vide cosa i Romani stavano facendo ed ordinò ai propri cavalieri di impedire la ritirata romana. I Romani iniziarono quindi, disperati, a disperdersi, alcuni fuggirono correndo, e furono uccisi nella corsa, altri, esausti, si sdraiarono a terra, aspettando la morte.
Uno dei legati di Curione, Gneo Domizio, si avvicinò a lui con un pugno di uomini, esortandolo a fuggire ed a condurlo al campo. Curione gli chiese come avrebbe mai potuto guardare Cesare in faccia dopo avergli perso una sua armata, e volse contro i Numidi che stavano giungendo per affrontarli, e cadde combattendoli fino all'ultimo. Solo pochi soldati riuscirono ad evitare il bagno di sangue che seguì la disfatta, mentre i trecento cavalieri che non avevano seguito Curione tornarono a Castra Cornelia, recando la cattiva notizia.

## Conseguenze
Marcio Rufo, lasciato in carica del distaccamento di Castra Cornelia, tentò di mantenere l'ordine dopo che la notizia si diffuse nel campo. Ordinò ai capitani dei trasporti e delle altre navi di tenere pronte le loro barche pronte a portare indietro le truppe su di esse. Ma con l'esercito di Giuba che si stava avvicinando velocemente e le legioni di Varo che si stavano posizionando per l'attacco, la disciplina venne meno rapidamente. La maggior parte delle galere e dei trasporti partirono senza aspettare i soldati rimasti a terra, mentre le poche che si occuparono di portare indietro i militari, furono rapidamente sommersi dai soldati terrorizzati, ed alcune affondarono nel processo. I soldati lottarono fra loro per avere un posto sulle barche, ed altre imbarcazioni, visto quanto successo alle prime sulla riva, si ritrassero. I marinai sulle barche accettarono finalmente di riportare in patria alcuni dei soldati sposati padri di famiglia, mentre altri che nuotavano verso le navi furono issati a bordo. Tra i pochi che erano riusciti a fuggire c'erano Gaio Caninio Rebilo e Gaio Asinio Pollione.
I soldati rimanenti mandarono i loro centurioni come delegati a Varo, cercando garanzie che non sarebbero stati lesi, e Varo diede la sua parola. Tuttavia, quando arrivò Giuba, egli giustiziò i soldati rimanenti di Curione, esclusi pochi senatori, per dare l'esempio. Giuba, cavalcando in Utica scortato da un gruppo di senatori armati fedeli a Pompeo, si incontrò con Varo e prese il controllo della città. Giuba mandò un messaggio a Pompeo ed i senatori della Repubblica in Macedonia, che risposero riconoscendogli il titolo di re di Numidia.. Cesare ed i rimanenti dei senatori romani lo proclamarono nemico pubblico. Quindi Giuba ritornò in Numidia, insieme ai senatori catturati per la loro esecuzione.